# Birger Larsen
Birger Larsen (* 22. Dezember 1961 in Hvidovre; † 26. Oktober 2016 in Kopenhagen) war ein dänischer Filmregisseur und Drehbuchautor.

## Leben
Birger Larsen begann seine Filmkarriere als Schauspieler. So spielte er als 16-Jähriger die Rolle des Claus in dem Film Willst du meinen hübschen Bauchnabel sehen? von 1978. Nachdem er einige Zeit als Lichttechniker gearbeitet hatte, führte er erstmals 1990 bei dem Film Laß die Eisbären tanzen Regie. Der Film wurde als dänischer Beitrag für den besten fremdsprachigen Film für die Oscarverleihung 1991 nominiert, erreichte jedoch nicht die Nominierungsliste. Er gewann außerdem mit diesem Film den Bodil Award für den besten dänischen Film.
Es folgte 1992 Zwischen Himmel und Erde sowie diverse Beiträge für das dänische Fernsehen. Bei der Oscarverleihung 1997 wurde sein Kurzfilm Sweethearts für den Besten Kurzfilm nominiert, verlor jedoch gegen Visas and Virtue von Chris Tashima.
2002 führte er Regie bei der Miniserie Die fünfte Frau.  Daneben drehte er mit Mittsommermord eine Episode der Filmreihe um Henning Mankells Werke. Es folgten die ersten drei Episoden von Kommissarin Lund – Das Verbrechen sowie zwei Zweiteiler der Serie Nordlicht – Mörder ohne Reue. Seine letzte Regiearbeit war 2016 Klassefesten 3: Dåben, an der er bis zu seinem Tod arbeitete. Er starb am 26. Oktober desselben Jahres nach längerer Krankheit im Alter von 54 Jahren.

## Filmografie
- 1990: Laß die Eisbären tanzen (Lad isbjørnene danse)
- 1992: Zwischen Himmel und Erde (Karlsvognen)
- 1993: Længe leve friheden (Fernsehfilm)
- 1994: Frijetens skugga (Miniserie)
- 1997: Sweethearts (Skal vi være kærester?)
- 1999: Taxa (Miniserie)
- 2002: Die fünfte Frau (Den 5:e kvinnan)
- 2002–2003: Nikolaj og Julie  (Fernsehserie, 5 Folgen)
- 2005: Henning Mankell – Mittsommermord (Steget efter)
- 2007: Kommissarin Lund – Das Verbrechen (Forbrydelsen) (Fernsehserie, die drei ersten Folgen)
- 2009: Superbror
- 2010: Nordlicht – Mörder ohne Reue (Den som dræber) (Machtspiele 1 & 2, Die Schatten der Vergangenheit 1 und 2))
- 2016: Klassefesten 3: Dåben